# Гомельський замок

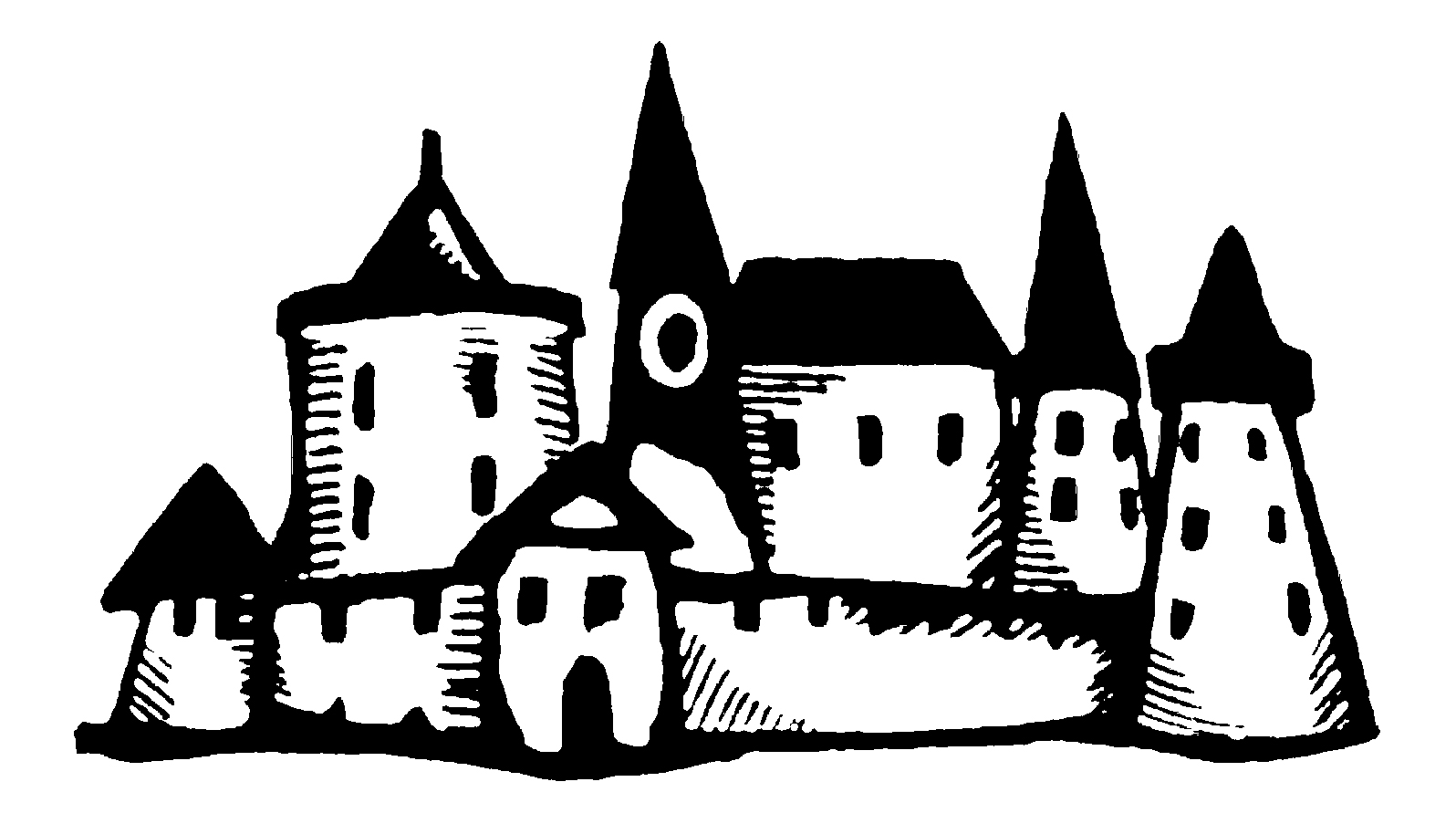
Замок з карти XVI століття.

Гомельський замок (біл. Гомельскі замак) — дерев'яно-земляна оборонна та адміністративна споруда в місті Гомель у складі Великого князівства Литовського, що існувала в XIV-XVIII ст. Розташовувався на високому правому березі річки Сож при впадінні в неї потічка Гомій (Гамяюк).

## Будова
Місто виникло в кінці I тисячоліття н. е. Дитинець стародавнього міста знаходився на мисі між правим берегом Сожа і лівим берегом Гомію. Частина тераси мису площею близько 1 га охороняв глибокий рів. В XI—XII ст. дитинець з боку Сожа укріплений оборонним валом з земляного насипу і дерев'яного частоколу. Надвальні дерев'яні конструкції згоріли в XIII в. У XII в. площа дитинця була близько 1,4 га, на ньому велося кам'яне будівництво. Поступово дитинець стародавнього міста Гомель перетворився в феодальний замок.
За формою замок нагадував витягнутий овал довжиною приблизно 200 м і шириною 90 м. Його площа дорівнювала приблизно 1,3 га.  Від міських посадів, оточували його з заходу і півдня, замок був відділений оборонним ровом шириною 30-35 м. Майданчик мала сегментоподобную форму з периметром укріплень близько 460 м. Круті та високі схили в бік Сожа і Гомія вдало поєднувалися зі штучними укріпленнями.  Замок мав оборонний вал, дерев'яні багатоярусні вежі, стіни городні з бойовою галереєю, в'їзні ворота з перекинутим через рів підйомним мостом — «взводом». Стіни укріплень на значну висоту були обмазані глиною, що оберігало їх від гниття і слугувало захистом від пожежі. Із замку потайний підземний хід вів до Сожу, звідки під час облоги брали воду.

## Історія
З кінця 1-ї третини XIV ст. Гомель був прикордонним укріпленим містом на південно-східній межі ВКЛ, входив в оборонний пояс замків Посожья. У червні 1535 року Гомель осадило сильне військо великого князя литовського Сигізмунда I Старого на чолі з гетьманом ВКЛ Юрієм Радзивіллом, коронним гетьманом Ян-Амор Тарновським і київським воєводою Андрієм Немирой. Крім артилерії, у війську були фахівці з підкопів. Король розпорядився «замок… моцний і обороною способенний Гомей взяти… або хоч вогнем його спалити», а також розіслати листи державцям і намісникам подніпровських і посожських міст з вимогою виділити від кожної волості певну кількість людей «добрих з сокири, які б могли той замок Гомей зарубити». Гетьман Ю. Радзивілл, почавши облогу, головну ставку зробив на обстріл замку: «А так у середу весь день… на замок стрільба була, а потім з середи на четверг всю ніч і в четверг не мало весь день з наших справ стрільбу лагодили». Згідно Патріаршого літопису, намісник, московитський князь Дмитро Щєпін-Оболенський, який перебував у Гомелі, виявився «не хоробрий і страшлів, бачивши люди багато і убоявся, з граду побіг, і діти боярські з ним же і пищальники». В замку залишилися тільки «тутешні люди небагато Гомьяне», які, побачивши «воєводське нехрабрство і страхування… здаша град».
Незабаром замок було відремонтовано і поповнений боєприпасами. Великокняжий підскарбій Іван Горностай направив сюди «вси до потреби — салетру і порох і кулі і свинець». Рішенням короля в 1537 році міщани Гомеля і волості були звільнені від «робіт по замку Гомельському на 1 рік … під критим абичаем іж вони не мели про році одного замку рубити і нічого в ньому оправоваті, хіба естлі б які кгонті в замку опало, або дошчка ся де відірвала, то мілини за ся прибитий і направіті». Однак місцевий князь Василь Толочінський відібрав королівський привілей у міщан і волощан, почав «їх прімушаті» виконувати різні роботи в замку, а неслухняних садив в вежу, відбираючи в заставу дружин і дітей. Надісланого для розгляду спеціального дворянина і державцу «зсормотіл і бити його хотів», що викликало гнів Сигізмунда I. Причину невдоволення і тривоги Сигізмунд I так сформулював у своїй грамоті: «знати і пам'ятати необхідно, … іж той замок за великим накладом до рук нашим прішод, … іж той замок на Украйні, а до людей України вимагає ся Ласкавий захватіті, і не годиться їм ні в чому обтяжень чинити».
Значення Гомельського замку для оборони ВКЛ особливо зросла у зв'язку з безжалісною боротьбою проти руйнівних набігів кримських татар. Виходячи з того, що «… іж кождому оборона і обережність є потреба», сюди із сусідніх міст прямували хлібні запаси та спеціальні загони кінної «сторожі», а з Віленського арсеналу в 1552, 1562 і 1563 рр. доставлялися озброєння та амуніція. Так, Чечерської волості зобов'язувалася мати на утриманні в Гомелі своїм коштом цілий рік загін «сторожі». З Рогачова перевезли значна кількість жита і вівса «ку наспіжованью замку». У 1557 році гарнізон Гомельського замку був збільшений до 200 осіб «драбов». До ремонту замку залучалося населення Чечерська, Пропойска, інших міст Подніпров'я і Посожья. Під час Лівонської війни (1558-83) Гомелем ненадовго оволоділи війська Івана IV Грозного, однак в липні 1576 загін на чолі з Ю. Радзівіллом знову повернув його. 5 травня 1581 року замок зазнав ще один напад царських військ, які «… до замку невідомих вночі прийшовши, на місце вдарили та місце вогнем випалили», але замок не взяли. Під час війни Московського царства з Річчю Посполитою 1614-15 рр. в замку знаходився невеликий гарнізон в 40 козаків і 40 солдатів. Їх підтримувало міське ополчення.
У 1633 році місто і замок витримали штурми козацьких сотень Богдана Булгакова та Івана Єрмоліна. У 1648 р. українські козаки зайняли Гомель, пограбували шляхту і заможних людей. Однак, незабаром Богдан Хмельницький відкликав загін Головацького в Україну. Після Корсунської битви за допомогою міщан Гомель в 1649 році був зайнятий козаками полковника Мартина Небаби. Однак Зборівський договір (1649) дав можливість литовському гетьману Янушу Радзівіллу сконцентрувати достатню кількість військ для придушення повстання на Гомельщині та взяття Гомеля, Чечерського та інших міст. У 1651 році Б. Хмельницький почав новий наступ на південні міста Білорусії, направивши до Гомеля війська полковників П. Забелло та Окші.
Загальний підйом боротьби білоруського населення в середині 17 століття, а також загроза з боку Московського царства змусили царську владу в 1653 р. розмістити додаткові гарнізони в прикордонних замках Позожжя. У березні 1654 року в Гомельському замку було 700 осіб піхоти, надіслані гетьманом Радзівілом. За деякими даними, до літа 1654 року гомельський гарнізон нараховував 2000 осіб, та складався переважно з німецької та угорської піхоти, також була рота татар.
У червні 1654 р., на самому початку московитсько-польської війни (1654—1667), на Гомель з Новгорода-Сіверського рушило 20-тисячне військо наказного гетьмана Івана Золотаренка. Згідно з Літописом самовидця, гетьман «…гармат взяв з собою чимало, так само запас гарматний», що дозволяло йому почати облогу цього найбільшого в Нижньому Посожі замку. Золотаренко повідомляв цареві Олексію Михайловичу, що «Гомель… є всіма місцями граничним литовським головою. Місце вельми оборонне, служилих людей чимало, снарядів і пороху багато…». Військо Золотаренка без істотних труднощів подолали міські укріплення і підійшов до замку. Навколо нього і на сусідніх пагорбах були розставлені гармати, і козаки почали облогу, «промишляючи усіма промислами ратними». До 11 липня повели 4 штурми, які були відбиті. Захисники Гомельського замку відповідали зухвалими вилазками. Облога затягувалася, і Золотаренко вирішив змусити замок здатися «голодом». За ходом облоги стежила вся східна Білорусь. Отаман розумів, що захисники своєю завзятістю «всій Литві й військам її серця і додають сміливості», і тому звернувся до обложених від імені царя і Богдана Хмельницького з пропозицією здатися, але ті «гордо і суворо» відмовилися. Тоді козаки затягли кілька невеликих гармат на Спаську церкву, що стояла за Гомеюком поблизу від замку. Стрілянина розжареним ядрами спричинила пожежу. Вилазка захисників, з метою знищити цю вогневу позицію, була невдалою. Незабаром козаки знайшли й підірвали потайний хід до води, що і вирішило долю замку. Як повідомлялося царю, 13 серпня 1654 р., після півторамісячної облоги «гомляне, полковники, ротмістри й з усіма своїми людьми покорилися».
Війна принесла велике спустошення Гомелю. Але замок, згідно з відомостями за 1660 рік, все ще зберігав свою силу. У 1737 році власник Гомельського староства князь Михайло Чарторийський побудував тут сильний замок з вежами та стінами, поглибив рови й відремонтував підйомний міст.

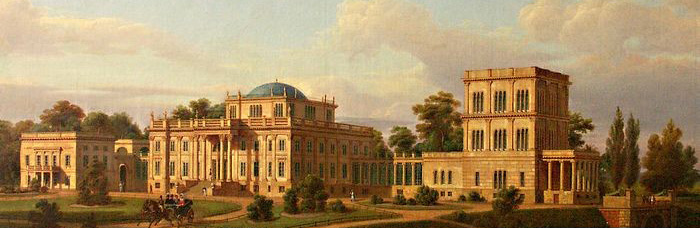
Палац Румянцева — Паскевичів на полотні М. Залеський (19 ст.))

Внаслідок анексії Східної Білорусі до Російської імперії у 1772 році Гомель був подарований графу П. Румянцеву. Він залишився досить потужним замком, оточеним частоколами, існував до 1780 р. Потім вежі та стіни дерев'яного замку демонтували, вали закопали. У 1785 р. За Б.Растреллі тут розпочалося будівництво кам'яного палацу.
Палац Румянцева-Паскевича існує і сьогодні.

## Література

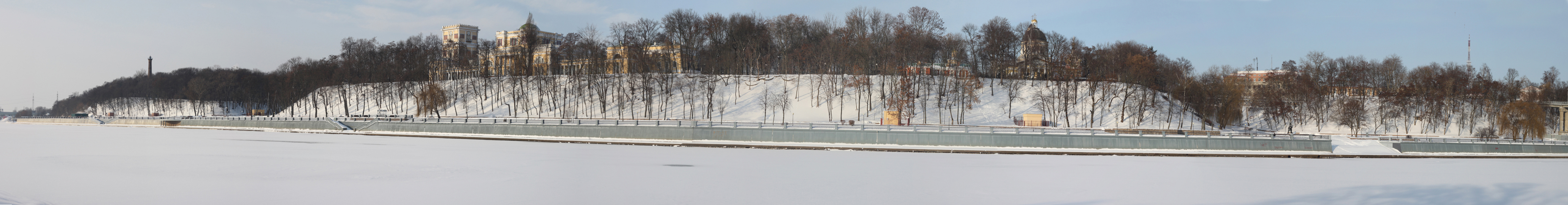
Вид на притулок річки Сож (2012)